# Oggersheim
Oggersheim is een stadsdeel van de Duitse stad Ludwigshafen am Rhein. Oggersheim telt ruim 23.000 inwoners op een oppervlakte van 11,38 km².
In de Romeinse tijd was Oggersheim reeds bewoond. Op het grondgebied van het tegenwoordige Oggersheim bevond zich een Romeinse villa. De oudste schriftelijke vermelding van Oggersheim stamt uit het jaar 771. In 1938 werd Oggersheim geannexeerd door Ludwigshafen.
Oggersheim is bekend als bedevaartsplaats naar de bedevaartskerk Maria Hemelvaart die 1775 gebouwd werd rond de Loretokapel uit 1729.
De Duitse bondskanselier Helmut Kohl woonde sinds 1971 in Oggersheim en ontving hier vanaf 1982 buitenlandse regeringsleiders, waaronder Margaret Thatcher, George H. W. Bush, Boris Jeltsin en Bill Clinton.
Edigheim · Friesenheim · Ludwigshafen am Rhein · Maudach · Mundenheim · Oggersheim · Oppau · Rheingönheim · Ruchheim